# Кубок Испании по футболу 1981/1982
Кубок Испании по футболу 1981/1982 — 78-й розыгрыш Кубка Испании по футболу выиграл Реал Мадрид. Этот кубок стал пятнадцатым в истории команды
Соревнование прошло в период с 2 сентября 1981 по 13 апреля 1982 года.

## Результаты матчей

### 1/4 финала
| Команда 1            | Итог           | Команда 2       | 1-й матч | 2-й матч                   |
| -------------------- | -------------- | --------------- | -------- | -------------------------- |
| Атлетик Бильбао      | 3:3 4:2 (пен.) | Реал Сосьедад   | 1:0      | 2:3 (дополнительное время) |
| Депортиво Ла-Корунья | 1:2            | Спортинг Хихон  | 1:1      | 0:1                        |
| Реал Мадрид          | 1:0            | Атлетико Мадрид | 0:0      | 1:0                        |
| Реал Сарагоса        | 4:6            | Райо Вальекано  | 2:1      | 2:5                        |

### 1/2 финала
| Команда 1      | Итог           | Команда 2      | 1-й матч | 2-й матч                   |
| -------------- | -------------- | -------------- | -------- | -------------------------- |
| Райо Вальекано | 0:4            | Спортинг Хихон | 0:1      | 0:3                        |
| Реал Сосьедад  | 1:1 3:4 (пен.) | Реал Мадрид    | 1:0      | 0:1 (дополнительное время) |

### Финал
| 13 апреля, 1982                                      | \| Реал Мадрид \| 2:1 \| Спортинг Хихон \| \| Мануэль Хименес 4′ (авт.) · Анхель де лос Сантос 57′ \| Голы \| Энцо Ферреро 50′ (пен.) \| | Нуэво Хосе Соррилья, Вальядолид Зрителей: 30 000 |
| Реал Мадрид                                          | 2:1 | Спортинг Хихон                                   |
| Мануэль Хименес 4′ (авт.) · Анхель де лос Сантос 57′ | Голы | Энцо Ферреро 50′ (пен.)                          |